# Carter (Wyoming)
Carter è un census-designated place degli Stati Uniti d'America, situato nella Contea di Uinta nello stato del Wyoming. Nel censimento del 2000 la popolazione era di 8 abitanti.

## Geografia fisica
Secondo i rilevamenti dell'United States Census Bureau, la località di Carter si estende su una superficie di 7,9 km², tutti occupati da terre.

## Popolazione
Secondo il censimento del 2000, a Carter vivevano 8 persone, ed erano presenti 3 gruppi familiari. La densità di popolazione era di 1,0 ab./km². Nel territorio comunale si trovavano 6 unità edificate. Per quanto riguarda la composizione etnica degli abitanti, il 62,50% era bianco, il 12,50% era nativo, il 12,50% proveniva dall'Asia e il 12,50% apparteneva a due o più razze.
Per quanto riguarda la suddivisione della popolazione in fasce d'età, il 12,5% era al di sotto dei 18, lo 0% fra i 18 e i 24, il 12,5% fra i 25 e i 44, il 62,5% fra i 45 e i 64, mentre infine il 12,5% era al di sopra dei 65 anni di età. L'età media della popolazione era di 50 anni. Per ogni 100 donne residenti vivevano 166,7 uomini.